# Beatrice Pirtac
Beatrice Laura Pirtac (* 8. Dezember 2003) ist eine irische Tennisspielerin.

## Karriere
Pirtac spielt bislang hauptsächlich Turniere der ITF Women’s World Tennis Tour, wo sie bisher aber noch keinen Titel gewann.